# Злочиначки умови (10. сезона)
Злочиначки умови (engl. Criminal Minds) је америчка криминалистичка драмска телевизијска серија која прати рад Јединице за анализу понашања (ЈАП-а) (engl. Behavioral Analysis Unit - BAU) чије је седиште у Квантику у Вирџинији. Серија се разликује од других серија те врсте по томе што се више усредсређује на злочинца него на сам злочин. Серију је продуцирала продукција The Mark Gordon Company у сарадњи са телевизијским студијима CBS и ABC. Серија је првобитно названа Квантико, а пробна епизода је снимљена у Ванкуверу.

## Опис
Десета сезона серије Злочиначки умови је емитована на каналу CBS од 1. октобра 2014. до 6. маја 2015.
У овој сезони, Џенифер Лав Хјуит игра агенткињу на тајном задатку која се придружује ЈАП-у. Епизода 19 била је пробна епизода за огранак серију Злочиначки умови: Преко границе.
Цела главна глумачка постава се вратила за сезону осим Џин Триплхорн (Алекс Блејк) која је напустила серију на крају девете сезоне. Дана 1. јула 2014. године објављено је да ће се Џенифер Лав Хјуит придружити главној постави серије, играјући Кејт Калахан, бившу агенткињу ФБИ-ја за тајне задатке чији изузетан рад јој доноси посао у Јединици за анализу понашања.

## Улоге

### Главне
- Џо Мантења кao Дејвид Роси
- Шемар Мур кao Дерек Морган
- Метју Греј Габлер кao Спенсер Рид
- А.Џ. Кук кao Џенифер Џаро
- Кирстен Вангснес кao Пенелопи Гарсија
- Џенифер Лав Хјуит као Кејт Калахан
- Томас Гибсон кao Арон Хочнер

### Гостујуће
- Данијел Хени као Мет Симонс (епизода 19)

## Епизоде
| Бр. еп. (укупно) | Бр. еп. (у сезони) | Наслов                       | Редитељ           | Сценариста                                                 | Премијера          | Прод. код | Гледаност у САД-у (милиони) |
| --- | ------------------ | ---------------------------- | ----------------- | ---------------------------------------------------------- | ------------------ | --------- | --------------------------- |
| 211 | 1                  | "X"                          | Глен Кершо        | Ерика Месер                                                | 1. октобар 2014.   | 1001      | 11.74                       |
| Када су током месец дана у Бејкерсфилду у Калифорнији ископана три раскомадана тела, ЈАП покушава да пронађе серијског убицу повезаног са светом трговине људима. У међувремену, екипа дочекује своју најновију чланицу, агенткињу Кејт Калахан. |                    |                              |                   |                                                            |                    |           |                             |
| 212 | 2                  | "Горети"                     | Карен Гавиола     | Џенин Шерман Бароа                                         | 8. октобар 2014.   | 1002      | 10.57                       |
| Када су три мушкарца из Сијетла у Вашингтону, који немају ништа заједничко, отета и побијена, ЈАП креће да ухвати убицу мотивисаног опседнутошћу Дантеовим „Паклом“ У међувремену, Гарсија путује у Сијера Бланку у Тексасу у покушају да се суочи са замеником шерифа који је постао серијски убица, Грегом Бејлором, пре његовог погубљења.                       |                    |                              |                   |                                                            |                    |           |                             |
| 213 | 3                  | "Хиљаду Сунаца"              | Роб Бејли         | Шерон Ли Вотсон                                            | 15. октобар 2014.  | 1003      | 10.89                       |
| Када се путнички авион срушио на пољу у близини Дуранга у Колораду и побио велику већину људи у себи, ЈАП покушава да изгради профил пре него што непознати починилац поново нападне. У међувремену, Кејт се суочава са својим осећањима због породичне трагедије која је и даље погађа.                                                                            |                    |                              |                   |                                                            |                    |           |                             |
| 214 | 4                  | "Свраб"                      | Лари Тенг         | Брин ФРејзер                                               | 22. октобар 2014.  | 1004      | 9.92                        |
| Када је новинар из Атланте умро, а лекарски преглед показао да му је тело прекривено огреботинама, ЈАП утврђује да су његова смрт и накнадна убиства повезана са појединцем у заблуди који пати од опсесивног поремећаја коже. |                    |                              |                   |                                                            |                    |           |                             |
| 215 | 5                  | "У кутији"                   | Томас Гибсон      | Вирџил Вилијамс                                            | 29. октобар 2014.  | 1006      | 10.48                       |
| Када је нестали дечак из Сан Дијега у Калифорнији пронађен на годишњицу свог нестанка, а затим пријављен нестанак другог дечака, ЈАП креће у трку са временом како би направио профил отмичара са проблематичном прошлошћу. У међувремену, Хоч жонглира тражењем отмичара и жали због своје немогућности да буде са Џеком за Ноћ вештица.                           |                    |                              |                   |                                                            |                    |           |                             |
| 216 | 6                  | "Ако ципела одговара"        | Бетани Руни       | Брус Зимерман                                              | 5. новембар 2014.  | 1005      | 9.78                        |
| Када су две студенткиње факултета у Мисули у Монтани избодене ножем, ЈАП креће у проналажење серијске убице која верује да је култни лик из бајке. У међувремену, Џеј-Џеј се бори да се суочи са својим потиснутим осећањима због породичне трагедије. |                    |                              |                   |                                                            |                    |           |                             |
| 217 | 7                  | "Метода означавања"          | Константин Макрис | Рик Данкл                                                  | 12. новембар 2014. | 1007      | 10.35                       |
| Када је позната личност са интернета пронађена мртва у Бетесди у Мериленду, ЈАП покушава да направи профил серијског убице који је преузео лик урбане легенде и користи друштвене мреже да пронађе своје жртве. У међувремену, Морган жонглира између каријере и везе са Саваном.                                                                                   |                    |                              |                   |                                                            |                    |           |                             |
| 218 | 8                  | "Момци из Садвортског места" | Лора Белси        | Кимберли Ен Харисон                                        | 19. новембар 2014. | 1008      | 10.68                       |
| Када је адвокат из Бостона у Масачусетсу отет са паркинга продавнице, ЈАП сумња да отмичари траже освету за догађај из прошлости. У међувремену, Морган се лично укључује у случај због злостављања које је претрпео као мали. |                    |                              |                   |                                                            |                    |           |                             |
| 219 | 9                  | "Судбина"                    | Роб Бејли         | Џенин Шерман Бароа                                         | 26. новембар 2014. | 1009      | 11.00                       |
| Када су три особе из Рестона у Вирџинији избодене ножем, ЈАП трага за серијским убицом чију неконтролисану жељу за убијањем прати изузетно кајање због њених поступака. У међувремену, Роси среће младу жену која је више него што изгледа. |                    |                              |                   |                                                            |                    |           |                             |
| 220 | 10                 | "Амелија Портер"             | Алрик Рајли       | Шерон Ли Вотсон                                            | 10. децембар 2014. | 1010      | 10.12                       |
| Када је ноћни чувар Сланог језера у Јути убијен исте ноћи када је пар средњих година убијен у свој кући, ЈАП сумња да је убица у задатку проналажења бегунца повезаног са његовом прошлошћу. У међувремену, Роси сазнаје да се Хоч бори да крене даље пошто је окончао везу са Бет.                                                                                 |                    |                              |                   |                                                            |                    |           |                             |
| 221 | 11                 | "Вечни људи"                 | Тавнија Мекирнан  | Брин Фрејзер                                               | 14. јануар 2015.   | 1011      | 10.31                       |
| Када су чланови секте из Неваде смрзнути, а потом пронађени како плутају у води, ЈАП сумња да је злочине починио одметнути члан, али убрзо схвата да је убица последња особа на коју је ико сумњичио. У међувремену, Џеј-Џеј се суочава са емоционалним превирањима док се приближава годишњица њене отмице.                                                        |                    |                              |                   |                                                            |                    |           |                             |
| 222 | 12                 | "Анониман"                   | Џо Мантења        | Синопсис: Брус Зимерман Сценарио: Дени Рам и Брус Зимерман | 21. јануар 2015.   | 1012      | 10.29                       |
| Када је троје људи из Талахасија на Флориди побијено из ватреног оружја, ЈАП креће да истражи профил убице који пријављује своје злочине само неколико минута пре него што их почини. У међувремену, Роси одлаже планирани одмор пошто је примио вест о изненадној смрти блиског пријатеља.                                                                         |                    |                              |                   |                                                            |                    |           |                             |
| 223 | 13                 | "Нелсонов врабац"            | Глен Кершо        | Кирстен Вангснес и Ерика Месер                             | 28. јануар 2015.   | 1013      | 10.70                       |
| Када ветеран профилиста Џејсон Гидеон пронађен мртав у својој колиби, ЈАП се враћа својим коренима пошто је сазнао да је он пратио неухватљивог серијског убицу који се изненада поново појавио у Роаноку у Вирџинији. У међувремену, сваки појединачни агент се бори да се помири са Гидеоновом смрћу.                                                             |                    |                              |                   |                                                            |                    |           |                             |
| 224 | 14                 | "Јуначки рад"                | Лари Тенг         | Рик Данкл                                                  | 4. фебруар 2015.   | 1014      | 10.48                       |
| Када је прасак десетковао кафић у Индијанаполису у Индијани, а један од преживелих проглашен јунаком, ЈАП жонглира између заштите његове породице и спречавања новог напада. У међувремену, Рид наставља да се бори док оплакује Гидеонову смрт. |                    |                              |                   |                                                            |                    |           |                             |
| 225 | 15                 | "Врисак"                     | Ханел Калпепер    | Кимберли Ен Харисон                                        | 11. фебруар 2015.  | 1015      | 9.89                        |
| Када је неколико жена из Дајмонд Бара у Калифорнији отето и мучено, ЈАП креће да ухвати убицу који је као дете био сведок тешког злостављања. У међувремену, Кејт постаје забринута када њена нећака Мег заказала састанак са дечаком кога је упознала на интернету.                                                                                                |                    |                              |                   |                                                            |                    |           |                             |
| 226 | 16                 | "Закључавање"                | Томас Гибсон      | Вирџил Вилијамс                                            | 4. март 2015.      | 1016      | 10.37                       |
| Када су два чувара у затвору у Либертију у Тексасу пронађена мртва током три месеца, ЈАП сумња да иза злочина стоји више од једног убице и да их је починио један од затвореника. |                    |                              |                   |                                                            |                    |           |                             |
| 227 | 17                 | "Игра дисања"                | Ханел Калпепер    | Ерик Стилер                                                | 11. март 2015.     | 1017      | 10.32                       |
| Када су три жене из Медисона у Висконсин сексуално нападнуте и задављене, ЈАП покушава да идентификује серијског убицу опседнутог еротским љубавним романом. У међувремену, Кејт жонглира између Мегиног лошег понашања и изненадног саопштења. |                    |                              |                   |                                                            |                    |           |                             |
| 228 | 18                 | "Парк Стенин рукавац"        | Феликс Алкала     | Шерон Ли Вотсон                                            | 25. март 2015.     | 1018      | 10.08                       |
| Када је руски мафијаши отео супругу једног посланика тражећи откуп од двадесет милиона долара, ЈПА сарађује са Јединицом за организовани криминал како би утврдили профил отмичара и спречила их да одузму невин живот. |                    |                              |                   |                                                            |                    |           |                             |
| 229 | 19                 | "Преко границе"              | Глен Кершо        | Ерика Месер                                                | 8. април 2015.     | 1019      | 10.39                       |
| Када је четворочлана породица отета током одмора на Барбадосу, ЈАП координира са посебним агентом Џеком Гаретом и Екипом за међународно реаговање, јединицом задуженом за решавање случајева који укључују Американце који путују у иностранство, како би направили профил уништитеља породица који тера своје жртве да реконструишу тренутке из његовог детињства. |                    |                              |                   |                                                            |                    |           |                             |
| 230 | 20                 | "Место за столом"            | Лора Белси        | Брус Зимерман                                              | 15. април 2015.    | 1020      | 10.37                       |
| Када су мајка и њена породица пронађени мртви у свом дому у Мериленду, ЈАП завирује у прошлост покушавајући да открије идентитет убице. У међувремену, Хоч покушава да се поново повеже са својим ратоборним тастом и да му помогне да се помири са Хејлином смрћу.                                                                                                 |                    |                              |                   |                                                            |                    |           |                             |
| 231 | 21                 | "Господин Гребач"            | Метју Греј Габлер | Брин Фрејзер                                               | 22. април 2015.    | 1021      | 10.06                       |
| Како тројица осумњичених за убиство у три различите државе тврде да их је „чудовиште из сенке“ присилило да побију своје вољене, ЈАП креће да ухвати серијског убицу преко посредника са осветом која угрожава живот вредног члана екипе. |                    |                              |                   |                                                            |                    |           |                             |
| 232 | 22                 | "Заштита (1. део)"           | Тавнија Мекирнан  | Вирџил Вилијамс                                            | 29. април 2015.    | 1022      | 8.72                        |
| Када су тројица становника Лос Анђелеса у Калифорнији побијена из ватреног оружја, ЈАП сумња да су злочине починили припадници опредељени на задатак, одлучни да казне свакога ко почини кривично дело. |                    |                              |                   |                                                            |                    |           |                             |
| 233 | 23                 | "Лов (2. део)"               | Глен Кершо        | Џим Клементе и Џенин Шерман Бароа                          | 6. мај 2015.       | 1023      | 9.61                        |
| Када су Мег и њена најбоља другарица отете док су се спремале да се састану са дечаком за кога су мислиле да је тинејџер, ЈАП тражи грабљивца повезаног са онлајн ланцем трговине људима који опслужује серијске убице. |                    |                              |                   |                                                            |                    |           |                             |

## Напомена
1. ↑  Епизода "Преко границе" је послужила као пробна епизода серије Злочиначки умови: Преко границе.